# کیابی
کیابی (عربی: كيابي) شهری در چاد است که در Moyen-Chari Region واقع شده‌است. کیابی ۱۵٬۹۶۰ نفر جمعیت دارد و ۳۶۷ متر بالاتر از سطح دریا واقع شده‌است.

## جمعیت‌شناسی
جمعیت بر پایه سال:
| ۱۹۹۳   | ۲۰۰۹   |
| ------ | ------ |
| ۱۱٬۹۱۲ | ۱۵٬۹۶۰ |